# Skrajna lewica

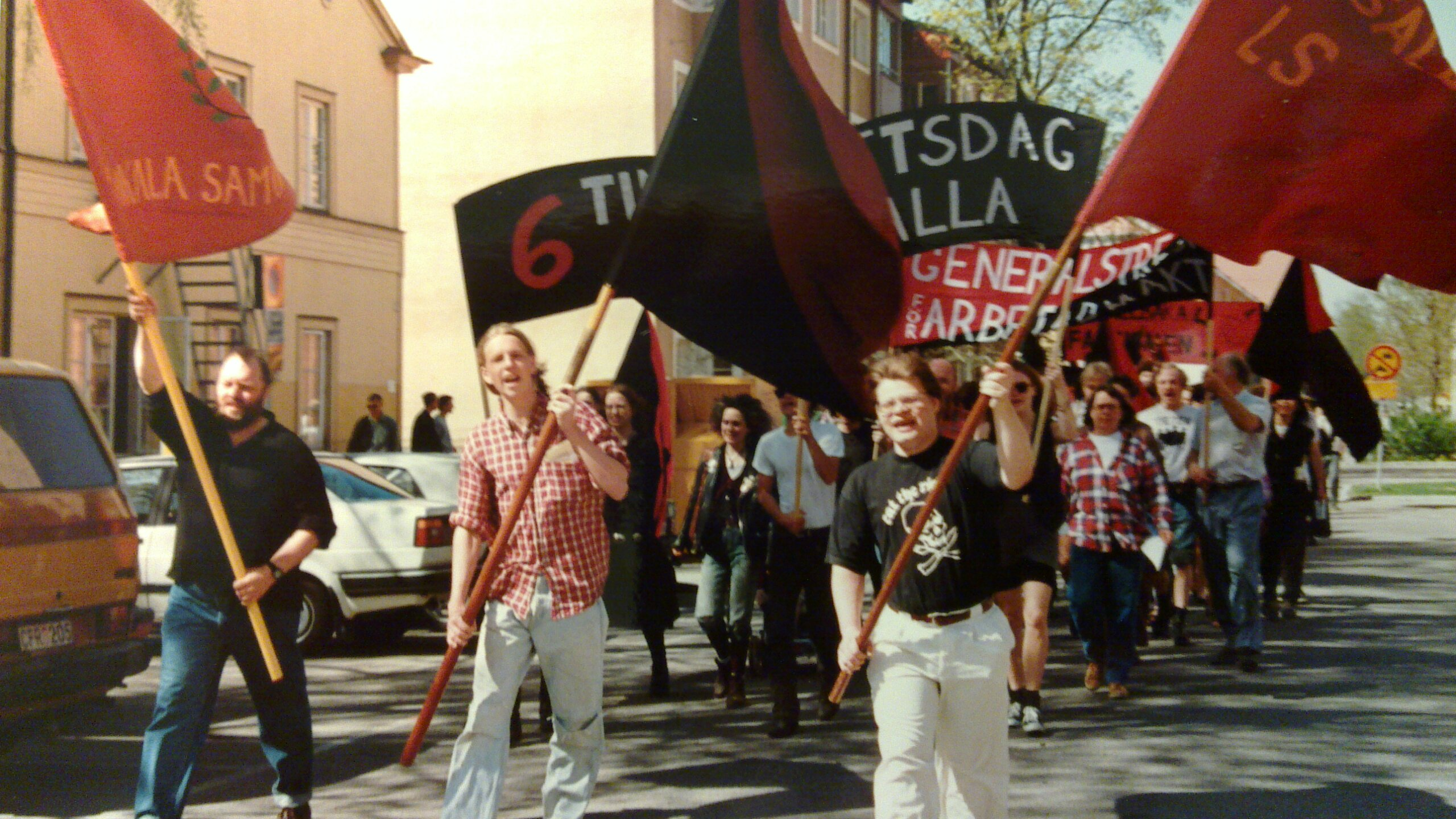
Protest anarchosyndykalistów w Uppsali

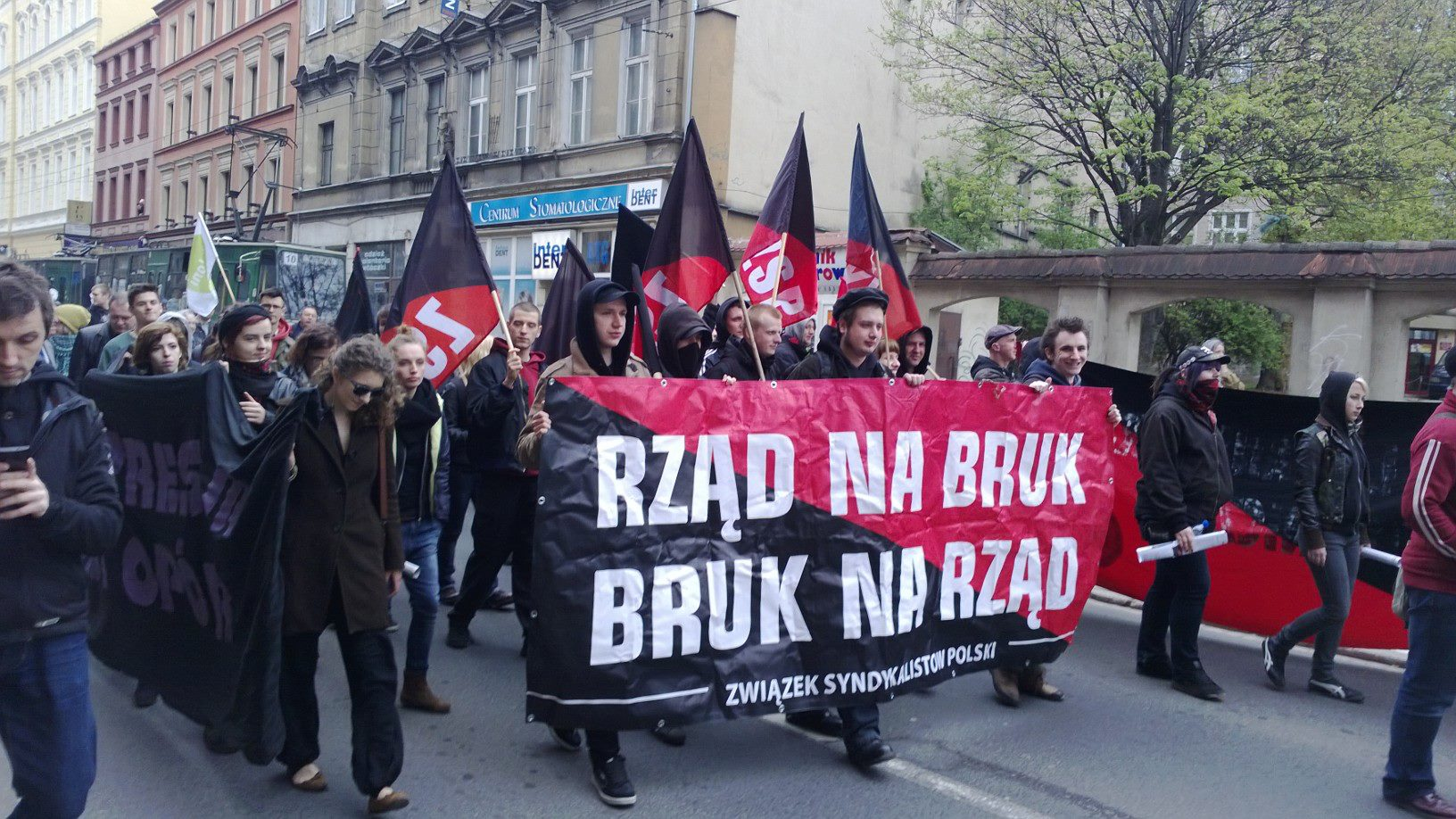
Członkowie Związku Syndykalistów Polski podczas demonstracji

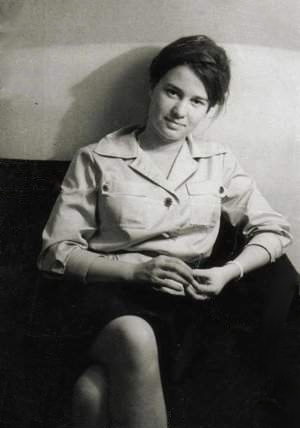
Ulrike Meinhof, członkini i założycielka Frakcji Czerwonej Armii (1964)

Skrajna lewica – termin używany na określenie osób i ugrupowań o poglądach lewicowych, charakteryzujących się postawami bardziej lewicowymi aniżeli ruchy umiarkowanej lewicy. Czynnikiem łączącym ugrupowania skrajnej lewicy jest dążenie do wyeliminowania podziałów społecznych i egalitaryzm.

## Podział skrajnej lewicy
Do skrajnej lewicy na ogół zaliczane są poglądy zaliczane do komunizmu i niektórych odłamów anarchizmu (anarchokomunizm, anarchosyndykalizm). Określenie danego ugrupowania jako skrajnie lewicowego zależne jest także od systemu politycznego w danym państwie, np. we Francji do skrajnej lewicy zalicza się jedynie grupy, które sytuują się na lewo od Partii Socjalistycznej, takie jak trockiści, maoiści, anarchokomuniści i nowi lewicowcy. Niektórzy, m.in. politolog Serge Cosseron, ograniczają zakres terminu do lewej strony Francuskiej Partii Komunistycznej, czyli tamtejszych najbardziej radykalnych grup ruchu komunistycznego, a więc maoistów czy trockistów.

## Stalinizm a skrajna lewica
Szczególne kontrowersje budzi zaliczanie do skrajnej lewicy stalinizmu, jako że Józef Stalin był przeciwnikiem Lwa Trockiego, a jego totalitarny system sprawowania władzy i konserwatywno-nacjonalistyczne poglądy w sprawach obyczajowych są krytykowane przez zdecydowaną większość środowisk lewicowych.